# Jonathan Thulin
Jonathan Andreas Thulin, född 7 maj 1988 i Högby församling, Öland, Kalmar län, är en svensk-amerikansk kristen sångare, musiker och låtskrivare.
Jonathan Thulin är son till sångarevangelisterna Morgan Thulin och Helene Thulin, ogift Liljegren, samt bror till låtskrivaren Jeanette Thulin Claesson. Han kom med familjen som treåring till USA 1991 där han redan som barn engagerades i musiken. Han är sångare i bandet Press Play och har släppt flera skivor. Bland de band/artister han samarbetat med kan nämnas Leeland, Group 1 Crew, Remedy Drive, Toby Mac och Rachael Lampa. Han har skrivit hundratals låtar.
Sommaren 2013 medverkade han vid den svenska Pingströrelsens årliga rikskonferens Nyhemsveckan utanför Mullsjö tillsammans med artisten Charmaine.
Han är gift med Anna Claesson (född 1989), sondotter till Kanal 10-VD:n Börje Claesson.

## Diskografi (urval)
Album
- 2006 – Immovable
- 2008 – The Epiphany Guide
- 2011 – The Anatomy of a Heartflow
- 2012 – The White Room[5]
- 2015 – Science Fiction

Singlar
- 2011 – "Spoken For"
- 2011 – "Babylon"
- 2012 – "Bombs Away" (med Rachael Lampa)
- 2013 – "Dead Come to Life" (med Charmaine)
- 2015 – "Compass"